# Datu Piang
Datu Piang est une localité de la province de Maguindanao, aux Philippines. En 2015, elle compte 25 600 habitants.